# Desa Kertaraharja (administrativ by i Indonesien, Jawa Barat, lat -7,43, long 108,01)
Desa Kertaraharja är en administrativ by i Indonesien.   Den ligger i provinsen Jawa Barat, i den västra delen av landet, 190 km sydost om huvudstaden Jakarta.